# Olympische Sommerspiele 1932/Leichtathletik – Hochsprung (Männer)

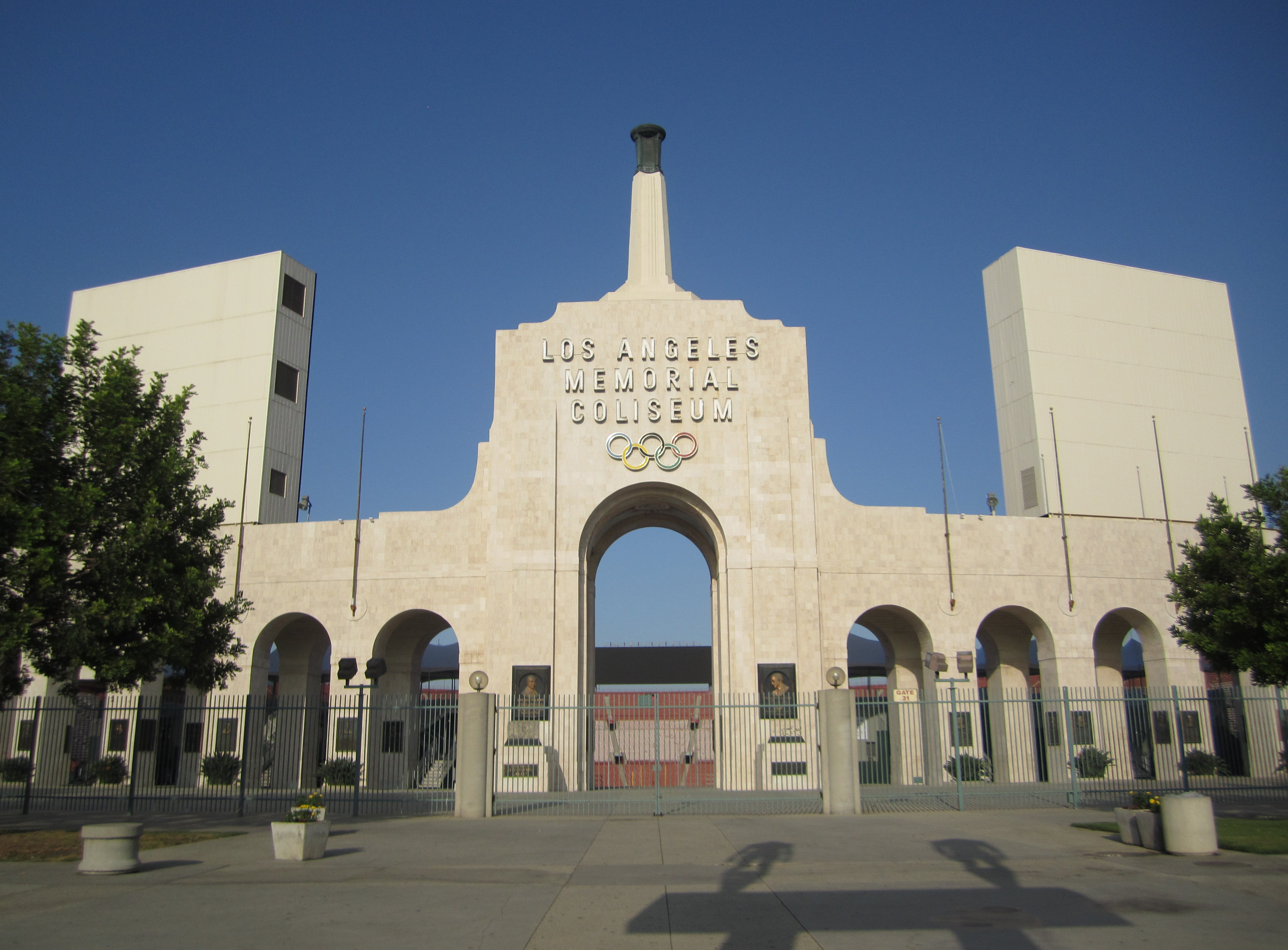
Eingang zum Los Angeles Memorial Coliseum

Der Hochsprung der Männer bei den Olympischen Spielen 1932 in Los Angeles wurde am 31. Juli 1932 im Los Angeles Memorial Coliseum ausgetragen. Vierzehn Athleten nahmen teil.
Olympiasieger wurde der Kanadier Duncan McNaughton vor dem US-Amerikaner Bob Van Osdel. Simeon Toribio von den Philippinen gewann die Bronzemedaille.

## Bestehende Rekorde
| Weltrekord         | 2,03 m | Harold Osborn ( USA) | Urbana, USA                 | 27. Mai 1924 |
| Olympischer Rekord | 1,98 m | Harold Osborn ( USA) | Finale OS Paris, Frankreich | 7. Juli 1924 |

Der olympische Rekord wurde auch bei diesen Spielen nicht erreicht.

## Durchführung des Wettbewerbs
In dieser Disziplin gab es keine Vorkämpfe. Alle Athleten begannen am 31. Juli gemeinsam mit ihrem Wettkampf. Die Versuche gingen über 1,80 m, 1,85 m, 1,90 m, 1,94 m, 1,97 m und 2,00 m. Im Stechen wurden zunächst wiederum 2,00 m und anschließend 1,99 m aufgelegt. Eine Fehlversuchs- oder Mehrversuchsregel gab es zwar noch nicht, jedoch wurde ganz zum Schluss, als sich um Silber und Bronze keine Entscheidung abzeichnete, doch die Fehlversuchsregel angewendet, wobei die Festlegung der Rangfolge von Platz zwei bis vier unklar bleibt.
Anmerkung:
Die Versuchsserien der Teilnehmer unterhalb von Rang fünf sind unbekannt.

## Legende
Kurze Übersicht zur Bedeutung der Symbolik – so üblicherweise auch in sonstigen Veröffentlichungen verwendet:
| o | übersprungen |
| x | ungültig     |

## Endresultat
Datum: 31. Juli 1932
| Platz | Name              | Nation             | Höhe (m) | reguläre Serie           | reguläre Serie           | reguläre Serie           | reguläre Serie           | Stechen          | Stechen          | Stechen          |
| Platz | Name              | Nation             | Höhe (m) | 1,90 m                   | 1,94 m                   | 1,97 m                   | 2,00 m                   | 2,00 m           | 1,99 m           | 1,97 m           |
| ----- | ----------------- | ------------------ | -------- | ------------------------ | ------------------------ | ------------------------ | ------------------------ | ---------------- | ---------------- | ---------------- |
| 1     | Duncan McNaughton | Kanada             | 1,97     | xo                       | o                        | xxo                      | xxx                      | x                | xxx              | o                |
| 2     | Bob Van Osdel     | USA                | 1,97     | xo                       | xo                       | o                        | xxx                      | x                | xxx              | ?                |
| 3     | Simeon Toribio    | Philippinen        | 1,97     | o                        | xo                       | xo                       | xxx                      | x                | xxx              | ?                |
| 4     | Cornelius Johnson | USA                | 1,97     | o                        | xxo                      | xxo                      | xxx                      | x                | xxx              | ?                |
| 5     | Ilmari Reinikka   | Finnland           | 1,94     | xo                       | xo                       | xxx                      |                          | nicht im Stechen | nicht im Stechen | nicht im Stechen |
| 6     | Kazuo Kimura      | Japan              | 1,94     | Versuchsserien unbekannt | Versuchsserien unbekannt | Versuchsserien unbekannt | Versuchsserien unbekannt | nicht im Stechen | nicht im Stechen | nicht im Stechen |
| 7     | Ono Misao         | Japan              | 1,90     | Versuchsserien unbekannt | Versuchsserien unbekannt | Versuchsserien unbekannt | Versuchsserien unbekannt | nicht im Stechen | nicht im Stechen | nicht im Stechen |
| 7     | Jerzy Pławczyk    | Polen              | 1,90     | Versuchsserien unbekannt | Versuchsserien unbekannt | Versuchsserien unbekannt | Versuchsserien unbekannt | nicht im Stechen | nicht im Stechen | nicht im Stechen |
| 9     | Birger Haug       | Norwegen           | 1,85     | Versuchsserien unbekannt | Versuchsserien unbekannt | Versuchsserien unbekannt | Versuchsserien unbekannt | nicht im Stechen | nicht im Stechen | nicht im Stechen |
| 9     | Claude Ménard     | Frankreich         | 1,85     | Versuchsserien unbekannt | Versuchsserien unbekannt | Versuchsserien unbekannt | Versuchsserien unbekannt | nicht im Stechen | nicht im Stechen | nicht im Stechen |
| 9     | Jack Portland     | Kanada             | 1,85     | Versuchsserien unbekannt | Versuchsserien unbekannt | Versuchsserien unbekannt | Versuchsserien unbekannt | nicht im Stechen | nicht im Stechen | nicht im Stechen |
| 9     | George Spitz      | USA                | 1,85     | Versuchsserien unbekannt | Versuchsserien unbekannt | Versuchsserien unbekannt | Versuchsserien unbekannt | nicht im Stechen | nicht im Stechen | nicht im Stechen |
| 9     | Angelo Tommasi    | Königreich Italien | 1,85     | Versuchsserien unbekannt | Versuchsserien unbekannt | Versuchsserien unbekannt | Versuchsserien unbekannt | nicht im Stechen | nicht im Stechen | nicht im Stechen |
| 14    | Paul Riesen       | Schweiz            | 1,80     | Versuchsserien unbekannt | Versuchsserien unbekannt | Versuchsserien unbekannt | Versuchsserien unbekannt | nicht im Stechen | nicht im Stechen | nicht im Stechen |

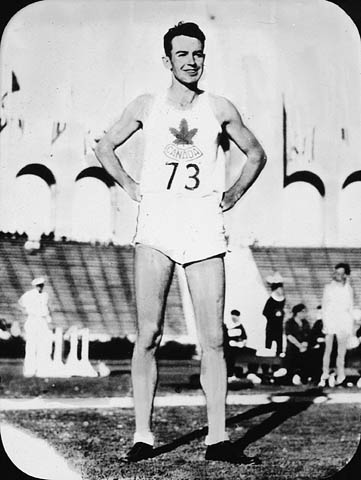
Olympiasieger Duncan McNaughton

Sehr spannend war der Kampf um die Medaillen in diesem Wettbewerb, was auch daran lag, dass es weiterhin keine Mehrversuchs- oder Fehlversuchsregel gab. Mit Duncan McNaughton, Bob Van Osdel, Simeon Toribio und Cornelius Johnson hatten vier Springer 1,97 m bewältigt und waren an der nächsten Sprunghöhe gescheitert. Es gab also ein Stechen, das wie üblich bei der Höhe begann, welche die am Stechen beteiligten Springer nicht mehr geschafft hatten. Auch jetzt gelang es keinem der drei Athleten, 2,00 m zu überspringen. Nach weiteren Fehlversuchen bei 1,99 m wurde das Stechen bei 1,97 m fortgesetzt. Als außer McNaughton auch diese Höhe kein weiterer Athlet bewältigen konnte, wurde doch die eigentlich noch nicht gültige Fehlversuchsregel zur Verteilung von Silber und Bronze eingesetzt. Van Osdel erhielt die Silber- und Toribio die Bronzemedaille. Dabei bleibt allerdings unklar, nach welcher Regel die Festlegung der Rangfolge für die Plätze zwei bis vier verfahren wurde.
Der Hochsprung war einer der drei Wettbewerbe, in denen der olympische Rekord nicht erreicht wurde.
Zum ersten Mal siegte in dieser Disziplin ein Sportler, der nicht aus den USA kam.

Duncan McNaughton gewann die erste kanadische Medaille im Hochsprung.

Simeon Toribio gewann die erste Medaille in der Leichtathletik für sein Land, die Philippinen.

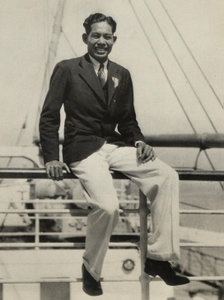
Bronzemedaillengewinner Simeon Toribio
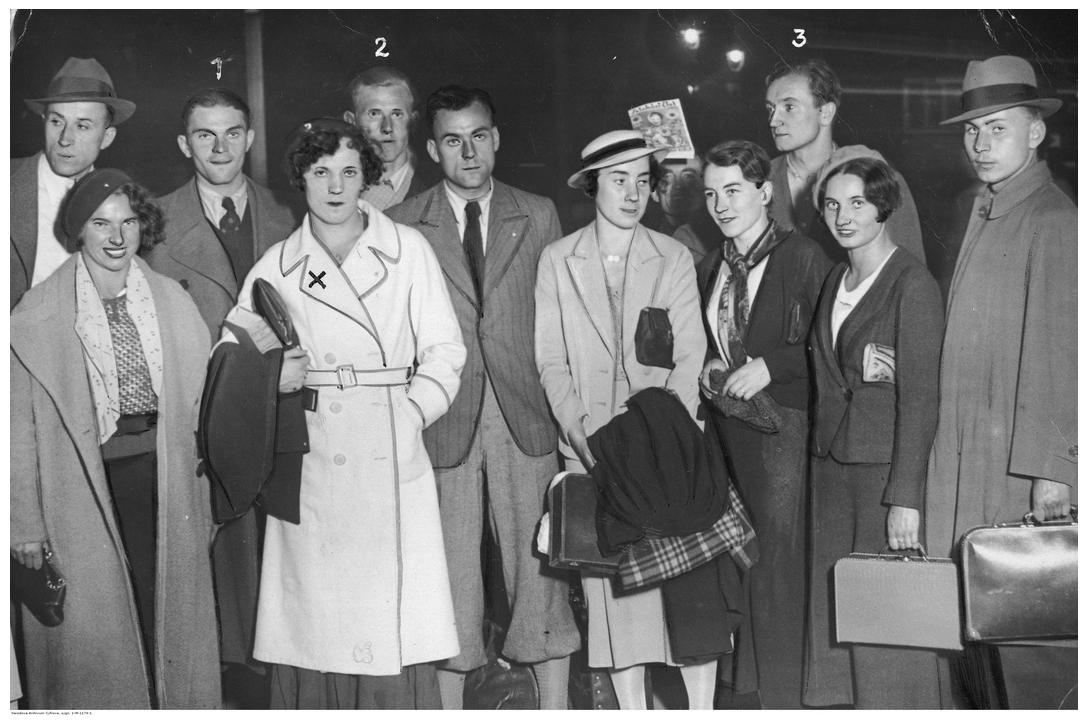
Jerzy Pławczyk (Dritter von rechts, mit der Nr. 3, hier auf einem polnischen Mannschaftsfoto von 1935) belegte den geteilten siebten Rang
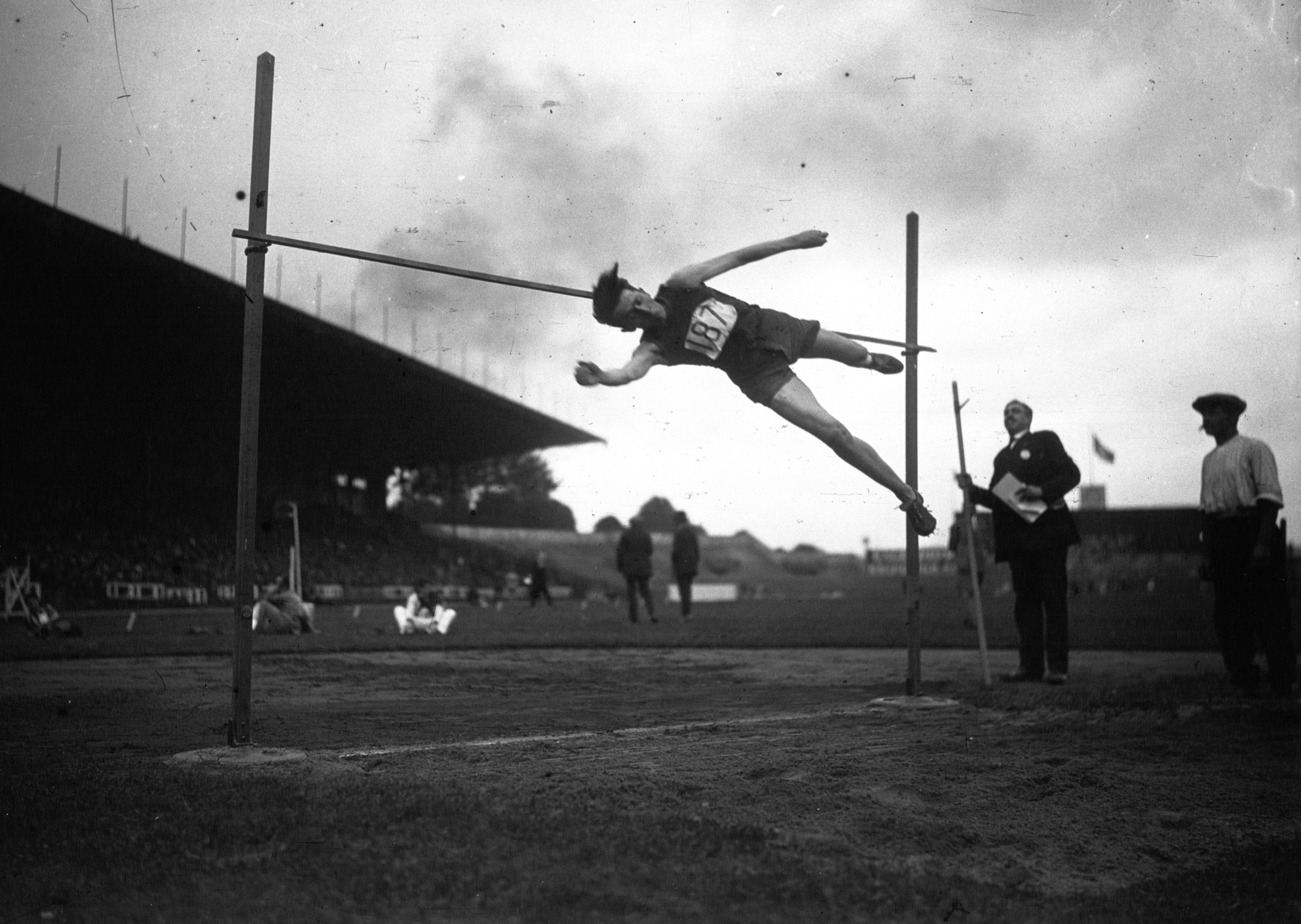
Claude Ménard kam auf den geteilten Platz neun

## Videolinks
- LOS ANGELES X OLYMPIC GAMES 1932 TRACK & FIELD SILENT NEWSREEL 86554b MD, Bereich: 2:53 min bis 3:40 min, youtube.com, abgerufen am 5. Juli 2021
- Summer Olympics -1932, Today In History, 30 July 18, Bereich: 2:15 min bis 2:38 min, youtube.com, abgerufen am 5. Juli 2021